# Hélène Cixous
Hélène Cixous, född 5 juni 1937 i Oran, Algeriet, är en fransk feminist, filosof, litteraturvetare, dramatiker och författare.

## Biografi
Hélène Cixous föddes 1937 i Algeriet som då lydde under fransk överhöghet. Både hennes föräldrar var av judisk härkomst. Fadern kom från en fransk-kolonial, sefardisk familj som på 1800-talet flyttade till Oran i Algeriet från Marocko. Modern var ashkenazer och född i Osnabrück, men hennes förfäder hade bott i bland annat nuvarande Slovakien, Tyskland och Alsace. I hennes barndomshem talades förutom tyska, som blev hennes modersmål, även franska, spanska, arabiska, engelska och hebreiska. När Vichyregimen kom till makten förlorade fadern sitt medborgarskap och rätten att utöva sitt yrke, och Hélène och hennes bror fick inte gå i skolan. Fadern avled 1948.
Redan i unga år började Hélène Cixous intressera sig för klassiker som Shakespeare och Heinrich von Kleist, samt moderna författare som Franz Kafka. I likhet med andra kolonisatörer i Algeriet studerade hon i Frankrike, där hon 1959 tog examen i engelska, samt gifte sig och blev mor för första gången. 1962 fick hon sitt andra barn, och fick tjänst vid Bordeaux universitet. Samma år vann Algeriet sin självständighet från Frankrike, varmed modern och brodern fängslades; sedermera utvisades modern från Algeriet.
När hennes make och hon gick skilda vägar 1965 flyttade hon till Paris, fick samma år tjänst vid Sorbonne, och två år senare vid Université Paris-Nanterre. 1968 doktorerade Cixous med en avhandling om James Joyce, och utnämndes året därpå till professor. I anslutning till majrevolten värvades hon till det nystartade Université Paris-VIII i Vincennes, och vid samma tid grundade hon tidskriften Poétique tillsammans med Gérard Genette och Tzvetan Todorov. Cixous grundade Centre de Recherches en Etudes Féminines 1974, där hon ännu är verksam som professor; det var världens första lärocenter för feminism.
Som skönlitterär författare debuterade Cixous 1969 med Dedans (svenska Inuti, 2009) och tilldelades för denna Prix Médicis. Som författare, liksom i egenskap av akademiker, är Cixous påverkad av Marx och Freud och räknas till en av de mest tongivande postmodernisterna. Hon har skrivit flera verk för teatern.
Ett av hennes huvudverk som akademiker är essäsamlingen Prénoms de personne från 1974, där hon behandlar förhållandet mellan sexualiteten och språket, samt narcissism och döden. Året därefter utkom hon med den för feminister inflytelserika Le rire de la Méduse som handlar om kvinnligt författarskap.
Under slutet av 1970-talet anslöt sig Cixous till Politique et Psychoanalyse, där hon, stödjande sig på Martin Heidegger, bidrog med teorier om hur man språkledes kan överkomma åtskillnader mellan könen. Hon bröt dock med PeP för att med boken Le Livre de Promethea (1983) luta sin feminism åt historiska studier. 
1998 samarbetade hon med sin landsman Jacques Derrida, vars biografi hon sedan skrivit.
Kerstin Munck behandlar Cixous författarskap i flera artiklar och i boken Att föda text (2004), samt har tillsammans med Sara Gordan översatt två noveller till svenska, En riktig trädgård (”Un vrai jardin”) och Ockupationen (ur Benjamin à Montaigne). 2008 utkom dessa båda med en översättning av Dedans på svenska, Inuti, på bokförlaget Modernista.

### Utgivet på svenska
- 2009 – Inuti (Dedans)
- 2015 – Medusas skratt (Le rire de la Méduse)
- 2015 – Bilder av Dora (Portrait de Dora)
- 2016 – En riktig trädgård (Un vrai jardin)
- 2019 – Att komma till skriften (La venue à l'écriture)
- 2021 – Den vilda kvinnans dagdrömmerier (Les rêveries de la femme sauvage)
- 2021 – Från Osnabrücks station till Jerusalem (Gare d'Osnabrück à Jérusalem)

### Originalutgåvor
Romaner
- Le Prénom de Dieu (Grasset, 1967)
- Dedans (Grasset, 1969)
- Le Troisième Corps (Grasset, 1970)
- Les Commencements (Grasset, 1970)
- Neutre (Grasset, 1972)
- Tombe (Seuil, 1973, 2008)
- Portrait du Soleil (Denoël, 1974)
- Révolutions pour plus d'un Faust (Seuil, 1975)
- Souffles (Des Femmes, 1975)
- La (Gallimard, 1976)
- Angst (Des Femmes, 1977)
- Anankè (Des Femmes, 1979)
- Illa (Des Femmes, 1980)
- Le Livre de Prométhéa (Gallimard, 1983)
- Déluge (Des Femmes, 1992)
- Le Jour où je n'étais pas là (Galilée, 2000)
- Les Rêveries de la femme sauvage (Galilée, 2000)
- Manhattan (Galilée, 2002)
- Tours promises (Galilée, 2004)
- Rencontre terrestre (2005) med Frédéric-Yves Jeannet
- Hyperrêve (Galilée, 2006)
- Si près (Galilée, 2007)
- Ciguë : Vieilles femmes en fleurs (Galilée, 2008)
- Philippines : prédelles (Galilée, 2009)
- Ève s'évade : la ruine et la vie (Galilée, 2009)
- Double Oubli de l'Orang-Outang (Galilée, 2010)
- Homère est morte (Galilée, 2014)

Essäer
- L'Exil de James Joyce ou l'art du remplacement (Grasset, 1968)
- Prénoms de Personne (le Seuil, 1974)
- La Jeune Née (U.G.E., 1975)
- Le Rire de la Méduse (L'Arc, 1975)
- La Venue à l'écriture (U.G.E., 1977)
- Entre l'écriture (Des femmes, 1986)
- L'Heure de Clarisse Lispector (Des femmes, 1989)
- Hélène Cixous, photos de racines (med Mireille Calle-Gruber, Des femmes, 1994)
- Voiles (med Jacques Derrida, Galilée, 1998)
- Portrait de Jacques Derrida en jeune saint juif (Galilée, 2001)
- Le Voisin de zéro : Sam Beckett (Galilée, 2007)
- Entretien de la blessure, Sur Jean Genet, (Galilée, 2011)
- Abstracts et brèves chroniques du temps. I. Chapitre Los (Galilée, 2013)
- Ayaï ! Le Cri de la littérature (Galilée, 2013)

Teater
- La Pupille (Cahiers Renaud-Barrault, 1971)
- Portrait de Dora (Des femmes, 1975)
- La Prise de l'école de Madhubaï (Avant-Scène, 1984)
- L’Histoire terrible mais inachevée de Norodom Sihanouk, roi du Cambodge (Théâtre du Soleil, 1985; ny upplaga 1987)
- L’Indiade, ou l’Inde de leurs rêves, et quelques écrits sur le théâtre (Théâtre du Soleil, 1987)
- Les Euménides d’Eschyle (traduction, Théâtre du Soleil, 1992)
- La Ville parjure ou le réveil des Erinyes (Théâtre du Soleil, 1994)
- Tambours sur la digue, sous forme de pièce ancienne pour marionnettes jouée par des acteurs (Théâtre du Soleil, 1999)
- Rouen, la Trentième Nuit de Mai '31 (Galilée, 2001)
- Les Naufragés du fol espoir (Théâtre du soleil, 2010)